# Rosalie Varda
Rosalie Varda és dissenyadora de vestuari per a cinema, teatre i òpera. Ha treballat amb Jacques Demy, Samuel Fuller, Jean-Luc Godard, Agnès Varda, Mathieu Demy, Yves Robert, Bruno Bayen, Alain Françon, Jean-Claude Auvray, Robert Fortune, Karine Saporta i Antoine Bourseiller. Des del 2008 dirigeix l’empresa familiar Ciné-Tamaris, que distribueix pel·lícules d’Agnès Varda i Jacques Demy, on també treballa com a directora artística d’exposicions i llibres. Va produir la pel·lícula Visages Villages (2017), codirigida per Agnès Varda i JR, i també l’última pel·lícula d’Agnès Varda, Varda par Agnès (2019). Entre 2001 i 2019 va col·laborar amb el Festival de Cinema de Cannes, abans de ser anomenada assessora sènior en la productora mk2 films per a la distribució de pel·lícules clàssiques.

## Obra

### Cinema
- 1979 : Lady Oscar de Jacques Demy (assistent)
- 1980 : La Naissance du jour de Jacques Demy (téléfilm)
- 1982 : Passion de Jean-Luc Godard
- 1982 : Une chambre en ville de Jacques Demy
- 1984 : Les Voleurs de la nuit de Samuel Fuller
- 1984 : Le Matelot 512 de René Allio
- 1985 : Parking de Jacques Demy
- 1986 : Bleu comme l'enfer d'Yves Boisset
- 1988 : Trois places pour le 26 de Jacques Demy
- 1995 : Les Cent et Une Nuits de Simon Cinéma d'Agnès Varda
- 2001 : Le Plafond de Mathieu Demy
- 2003 : Le Lion volatil d'Agnès Varda
- 2011 :  Americano de Mathieu Demy

### Teatre
- 1982 : L'Escalier de Charles Dyer, mise en scène Yves Robert
- 1986 : Un chapeau de paille d'Italie mise en scène de Bruno Bayen
- 1987 : Œdipe à Colone de Sophocle, mise en scène Bruno Bayen
- 1992 : La Dame de chez Maxim de Georges Feydeau, mise en scène Alain Françon
- 1998 : Phèdre de Racine, mise en scène d'Antoine Bourseiller

### Òpera
- 1986 : Butterfly
- 1988 : Idoménée
- 1989 : Tristan et Isolde
- 1989 : Orphée aux Enfers
- 1990 : La Vie parisienne
- 1991 : Pelléas et Mélisande
- 1992 : Mireille
- 1993 : Carmen
- 1995 : Lohengrin
- 1995 : Candide
- 1996 : Macbeth
- 1997 : Le Pays du sourire
- 1998 : La Voix humaine
- 1999 : L'Homme de la Mancha
- 2000 : Le Voyage à Reims
- 2000 : L'Île du rêve
- 2003 : Don Pasquale
- 2005 : Les Huguenots
- 2008 : Le Chanteur de Mexico de Francis Lopez, mise en scène Jacques Duparc
- 2009 : Cavalleria rusticana de Pietro Mascagni, mise en scène Jean-Claude Auvray
- 2009 : Pagliacci de Ruggero Leoncavallo, mise en scène Jean-Claude Auvray
- 2010 : Mireille de Charles Gounod, mise en scène Robert Fortune
- 2016 : Madame Butterfly, mise en scène Nadine Duffaut